# Frontera entre España y Marruecos
La frontera entre España y Marruecos es la línea que limita los territorios de los reinos de España y el de Marruecos, en el norte de África.

## Frontera terrestre
Se trata de una de las fronteras internacionales más pequeñas en el mundo, y rodea tres plazas de soberanía, de las posesiones españolas en el norte de África:
- La más grande (9,6 km) separa la provincia de Nador de la ciudad autónoma de Melilla
- La segunda más grande (6,3 km) que separa la provincia de Castillejos de la ciudad autónoma de Ceuta;
- La más pequeña separa el pueblo de Vélez del Peñón de Vélez de la Gomera. Esta posesión española es una antigua isla que está conectada al continente por una franja de arena desde 1930 (debido a un terremoto), y donde la frontera mide solo 85 m de longitud.

En las dos primeras fronteras hay instalada una doble valla fronteriza (una valla de 10 metros, propiedad de España, y una segunda de 2 metros, propiedad de Marruecos) para impedir la inmigración ilegal y el contrabando comercial hacia España y la Unión Europea. La tercera no posee frontera por lo que está prohibido su cruce de modo alguno, ya que es una construcción relativamente reciente.
Existen varios pasos fronterizos, entre los que destacan principalmente el de Beni Enzar, en Melilla, y el paso de El Tarajal, en Ceuta. Estos dos pasos son los únicos que permanecen abiertos las 24 horas del día los 365 días del año.
Una de las consecuencias del irresuelto y complejo conflicto del Sahara Occidental sería una extemporánea cuarta frontera terrestre, situada sobre el paralelo 27º 50' N, que separa el Sáhara Español de Marruecos, inexistente desde el Acuerdo de Madrid de 1975.

## Frontera marítima
Consta de dos tramos geográficamente disjuntos. Separa, en el primer tramo, al oeste, el archipiélago africano de las islas Canarias (de soberanía española) de Marruecos. El otro tramo discurre a lo largo del estrecho de Gibraltar y separa ambos países siguiendo la zona central del océano Atlántico y del mar Mediterráneo (en algunos tramos la frontera se adentra en la costa africana para englobar las plazas de soberanía española.
También engloba un tercer tramo de facto, que separa Canarias del Sáhara Español (no reconocido formalmente), y un cuarto tramo, de iure pero que no existe en la práctica, que separa las aguas del Sáhara Español de las de Marruecos.
La frontera marítima se puede cruzar a través de ferries donde se realizan los controles fronterizos. Las líneas de ferry más importantes son Algeciras-Tánger Med, y Tarifa-Tánger. También destaca el ferry Las Palmas de Gran Canaria-El Aaiún.
Además, el ferry doméstico Cádiz-Las Palmas de Gran Canaria cruza la frontera hispanomarroquí por dos veces, pero como el barco no hace escala en ningún puerto marroquí y enlaza dos ciudades españolas no se realizan controles fronterizos.

## Frontera aérea
La frontera aérea comprende tanto la frontera terrestre como la marítima para aquellos vehículos que no son terrestres ni navales. Todos los vuelos que enlazan territorios administrados por Marruecos con España, así como los vuelos entre la Península y Canarias cruzan esta frontera. Los controles fronterizos solo se realizan en vuelos internacionales, antes de despegar y al arribar a los aeropuertos de origen y destino.

## Imágenes

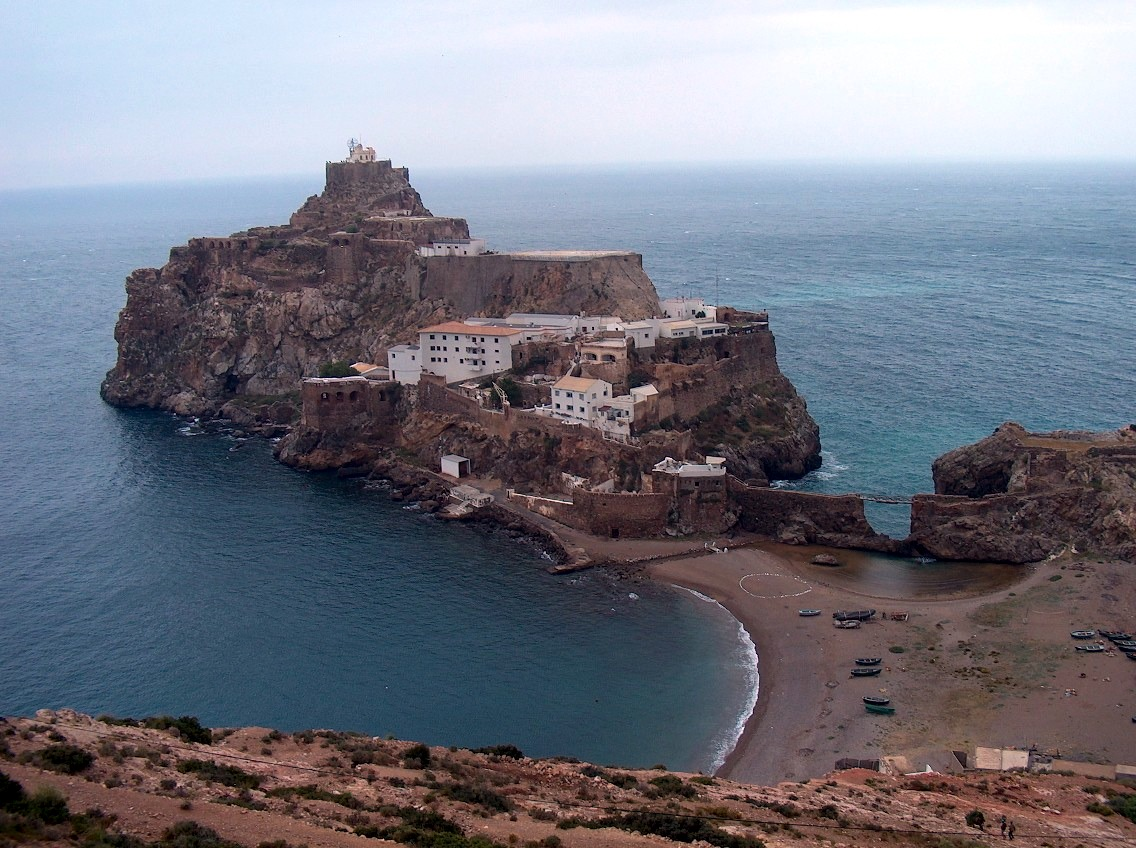
El Peñón de Vélez de la Gomera, visto desde Marruecos. La frontera entre los dos países pasa por el istmo de arena que une la pequeña península al resto del continente africano.